# California Molefe
California Molefe, född den 12 mars 1980, är en friidrottare från Botswana som tävlar i kortdistanslöpning.
Molefe deltog i Olympiska sommarspelen 2004 där han blev utslagen i försöken på 400 meter. I VM 2005 i Helsingfors var han i semifinal men slutade där sjua och tog sig inte vidare till finalen. En stor framgång blev inomhus-VM 2006 där han blev silvermedaljör efter Alleyne Francique på tiden 45,75. Senare samma år var han i final i Samväldesspelen 2006 där han slutade sexa. 
I VM 2007 blev han utslagen i semifinalen.

## Personliga rekord
- 400 meter - 45,34